# Gare de Reuilly (Indre)
Gare de Reuilly – przystanek kolejowy w Reuilly, w departamencie Indre, w Regionie Centralnym, we Francji.
Jest przystankiem kolejowym Société nationale des chemins de fer français (SNCF), obsługiwanym przez pociągi TER Centre.